# Arquidiócesis de Kota Kinabalu
La arquidiócesis de Kota Kinabalu (en latín: Archidioecesis Kotakinabaluen(sis), en malayo: Keuskupan Agung Kota Kinabalu y en inglés: Roman Catholic Archdiocese of Kota Kinabalu) es una circunscripción eclesiástica latina de la Iglesia católica en Malasia, sede metropolitana de la provincia eclesiástica de Kota Kinabalu. La arquidiócesis tiene al arzobispo John Wong Soo Kau como su ordinario desde el 1 de diciembre de 2012.

## Territorio y organización
La arquidiócesis tiene 4993 km² y extiende su jurisdicción sobre los fieles católicos de rito latino residentes en el estado de Sabah y en el territorio federal de Labuán.
La sede de la arquidiócesis se encuentra en la ciudad de Kota Kinabalu, en donde se halla la Catedral del Sagrado Corazón de Jesús.
En 2019 en la arquidiócesis existían 19 parroquias.
La arquidiócesis tiene como sufragáneas a las diócesis de: Keningau y Sandakan.

## Historia
El primer intento de establecer un vicariato apostólico en Borneo fue puesto en marcha por el papa Inocencio XII el 16 de enero de 1692. La misión no tuvo éxito, porque el sultán de Banjarmasin prohibió a todos los extranjeros entrar en el interior de la isla.
La prefectura apostólica de Labuán y el norte de Borneo fue erigida el 4 de septiembre de 1855, obteniendo el territorio del vicariato apostólico de Batavia (hoy arquidiócesis de Yakarta). La nueva prefectura apostólica incluía todo el Borneo británico, en la parte norte de la isla, a saber, colonia de Labuán, Reino de Sarawak, Borneo Septentrional y el sultanato de Brunéi.
La misión fue inaugurada por el primer prefecto apostólico, el español Carlos Cuarteron, en la isla de Labuán el 16 de abril de 1857. En 1881 la prefectura fue confiada a los religiosos de la Sociedad Misionera de San José de Mill Hill.
El 5 de febrero de 1927 cedió una parte de su territorio para la erección de la prefectura apostólica de Sarawak (hoy arquidiócesis de Kuching) y al mismo tiempo asumió el nombre de prefectura apostólica de Borneo Septentrional mediante el breve Quae rei sacrae del papa Pío XI.
El 14 de febrero de 1952 fue elevada a vicariato apostólico con la bula Docet usus del papa Pío XII, asumiendo el nombre de vicariato apostólico de Jesselton. Al mismo tiempo cedió el territorio de Brunéi a la prefectura apostólica de Sarawak, que el mismo día fue elevada al rango de vicariato apostólico con el nombre de Kuching.
El 22 de marzo de 1968 cambió su nombre por el de vicariato apostólico de Kota Kinabalu.
El 31 de mayo de 1976 fue elevado a diócesis con la bula Quoniam Deo favente del papa Pablo VI. Originalmente era sufragánea de la arquidiócesis de Kuching.
El 17 de diciembre de 1992 cedió una porción de su territorio para la erección de la diócesis de Keningau mediante la bula Opitulante quidem del papa Juan Pablo II.
El 16 de julio de 2007 cedió otra porción de su territorio para la erección de la diócesis de Sandakan mediante la bula Missionalem per navitatem del papa Benedicto XVI.
El 23 de mayo de 2008 fue elevada al rango de arquidiócesis metropolitana con la bula Cum Ecclesia Catholica del papa Benedicto XVI.

## Estadísticas
De acuerdo al Anuario Pontificio 2020 la arquidiócesis tenía a fines de 2019 un total de 228 251 fieles bautizados.
| Año                                                                             | Población            | Población | Población      | Sacerdotes | Sacerdotes    | Sacerdotes    | Bautizados por sacerdote | Diáconos permanentes | Religiosos | Religiosos | Parroquias |
| Año                                                                             | Bautizados católicos | Total     | % de católicos | Total      | Clero secular | Clero regular | Bautizados por sacerdote | Diáconos permanentes | Varones    | Mujeres    | Parroquias |
| ------------------------------------------------------------------------------- | -------------------- | --------- | -------------- | ---------- | ------------- | ------------- | ------------------------ | -------------------- | ---------- | ---------- | ---------- |
| 1950                                                                            | 14 614               | 280 000   | 5.2            | 33         | 33            |               | 442                      |                      |            | 45         |            |
| 1970                                                                            | 72 028               | 601 488   | 12.0           | 57         | 12            | 45            | 1263                     |                      | 58         | 81         |            |
| 1980                                                                            | 121 014              | 970 000   | 12.5           | 24         | 17            | 7             | 5042                     |                      | 16         | 90         | 29         |
| 1990                                                                            | 180 694              | 1 425 350 | 12.7           | 26         | 23            | 3             | 6949                     |                      | 13         | 101        | 27         |
| 1999                                                                            | 182 391              | 2 415 200 | 7.6            | 32         | 30            | 2             | 5699                     |                      | 14         | 146        | 19         |
| 2000                                                                            | 187 609              | 2 577 799 | 7.3            | 38         | 35            | 3             | 4937                     |                      | 8          | 148        | 19         |
| 2001                                                                            | 192 828              | 2 621 900 | 7.4            | 34         | 32            | 2             | 5671                     |                      | 10         | 152        | 19         |
| 2002                                                                            | 198 047              | 2 840 900 | 7.0            | 36         | 35            | 1             | 5501                     |                      | 8          | 139        | 19         |
| 2003                                                                            | 202 008              | 2 981 900 | 6.8            | 36         | 35            | 1             | 5611                     |                      | 8          | 144        | 19         |
| 2007                                                                            | 140 000              | 2 000     | 7.0            | 28         | 28            |               | 5000                     |                      | 11         | 144        | 15         |
| 2013                                                                            | 200 902              | 3 972 000 | 5.1            | 34         | 34            |               | 5908                     |                      | 6          | 102        | 17         |
| 2016                                                                            | 216 587              | 1 413 752 | 15.3           | 36         | 36            |               | 6016                     |                      | 7          | 140        | 19         |
| 2019                                                                            | 228 251              | 1 489 943 | 15.3           | 38         | 35            | 3             | 6006                     |                      | 11         | 136        | 19         |
| Fuente: Catholic-Hierarchy, que a su vez toma los datos del Anuario Pontificio. |                      |           |                |            |               |               |                          |                      |            |            |            |

## Episcopologio
- Carlos Cuarteron[11] † (1855-1879 renunció)
- Thomas Jackson, M.H.M. † (1881-1896 renunció)
- Edmondo Dunn, M.H.M. † (4 de mayo de 1897-5 de febrero de 1927 nombrado prefecto apostólico de Sarawak)
- Augusto Wachter, M.H.M. † (26 de julio de 1927-6 de agosto de 1945 falleció)
- James Buis, M.H.M. † (18 de enero de 1947-1 de agosto de 1972 renunció)
- Peter Chung Hoan Ting (1 de agosto de 1972 por sucesión-30 de enero de 1975 nombrado vicario apostólico de Kuching)
- Simon Michael Fung Kui Heong † (29 de agosto de 1975-16 de noviembre de 1985 falleció)
- John Lee Hiong Fun-Yit Yaw (30 de marzo de 1987-1 de diciembre de 2012 retirado)
- John Wong Soo Kau, por sucesión el 1 de diciembre de 2012